# 針工局
針工局，明朝二十四衙門的八局之一，掌造宫中衣服。

## 官制
- 掌印太监，一员；
- 管理，无定员；
- 佥书，无定员；
- 掌司，无定员；
- 监工，无定员。